# Camptoneuromyia petioli
Camptoneuromyia petioli är en tvåvingeart som beskrevs av Mamaeva 1964. Camptoneuromyia petioli ingår i släktet Camptoneuromyia och familjen gallmyggor. Inga underarter finns listade i Catalogue of Life.